# 3. Goya-gála
A 3. Goya-gála során az 1988-ban bemutatott spanyol filmeket értékelték. A jelölteket az Academy of Cinematographic Arts and Sciences of Spain választotta ki. A madridi Palacio de Congresosban tartott ceremóniát az Televisión Española közvetítette 1989. március 21-én. A műsor házigazdái Verónica Forqué és Antonio Resines voltak. A gála során Imperio Argentina kapta meg a tiszteletbeli Goya-díjat.

## Győztesek és jelöltek
A nyertesek félkövérrel jelölve.

### Fő díjak
| Legjobb film | Legjobb rendező |
| --- | --- |
| - Asszonyok a teljes idegösszeomlás szélén - Szél hátán - Az alagút - Espérame en el cielo - Diario de invierno | - Gonzalo Suárez — Szél hátán - Pedro Almodóvar — Asszonyok a teljes idegösszeomlás szélén - Ricardo Franco — Berlín Blues - Antonio Mercero — Espérame en el cielo - Francisco Regueiro — Diario de invierno |
| Legjobb férfi főszereplő | Legjobb női főszereplő |
| - Fernando Rey — Diario de invierno - Imanol Arias — El Lute II: mañana seré libre - Antonio Ferrandis — Egy bűntény története - Alfredo Landa — Sinatra - José Soriano — Espérame en el cielo                               | - Carmen Maura — Asszonyok a teljes idegösszeomlás szélén - Victoria Abril — Baton Rouge - Ana Belén — Miss Caribe - María Fernanda D'Ocón — Caminos de tiza - Ángela Molina — Fények és árnyékok |
| Legjobb férfi mellékszereplő | Legjobb női mellékszereplő |
| - José Sazatornil — Espérame en el cielo - Ángel de Andrés López — Baton Rouge - José Luis Gómez — Szél hátán - Guillermo Montesinos — Asszonyok a teljes idegösszeomlás szélén - Jorge Sanz — El Lute II: mañana seré libre | - María Barranco — Asszonyok a teljes idegösszeomlás szélén - Laura Cepeda — Baton Rouge - Chus Lampreave — Espérame en el cielo - Terele Pávez — Diario de invierno - Julieta Serrano — Asszonyok a teljes idegösszeomlás szélén |
| Legjobb eredeti forgatókönyv | Legjobb adaptált forgatókönyv |
| - Asszonyok a teljes idegösszeomlás szélén — Pedro Almodóvar - Baton Rouge — Agustín Díaz, Rafael Moleón - Espérame en el cielo — Román Gubern, Antonio Mercero, Horacio Valcárcel                                           | - Egy bűntény története — Antonio Giménez-Rico, Manuel Gutiérrez - El Lute II: mañana seré libre — Vicente Aranda, Joaquim Jordà, Eleuterio Sánchez - A gyilkolás öröme — Félix Rotaeta - El aire de un crimen — Jorge R. del Alamo, Gabriel Castro, Antonio Isasi-Isasmendi - Az alagút — Carlos A. Cornejo, Antonio Drove, José A. Mahieu |

### Egyéb díjak
| Legjobb operatőr | Legjobb vágás |
| --- | --- |
| - Szél hátán — Carlos Suárez - Berlín Blues — Teodoro Escamilla - El Dorado — Teodoro Escamilla - Malaventura — José Luis Alcaine - Asszonyok a teljes idegösszeomlás szélén — José Luis Alcaine                                              | - Asszonyok a teljes idegösszeomlás szélén — José Salcedo - Baton Rouge — José Salcedo - Berlín Blues — Teresa Font - El Dorado — Pedro del Rey - Szél hátán — José Salcedo |
| Legjobb látványtervezés | Legjobb gyártásvezető |
| - Szél hátán — Wolfgang Burmann - Berlín Blues — Gerardo Vera - Egy bűntény története — Rafael Palmero - Asszonyok a teljes idegösszeomlás szélén — Félix Murcia                                                                              | - Szél hátán — José G. Jacoste - Berlín Blues — Emiliano Otegui - El Dorado — Víctor Albarrán - Pasodoble — Marisol Carnicero - Asszonyok a teljes idegösszeomlás szélén — Esther García |
| Legjobb hang | Legjobb vizuális effektusok |
| - Berlín Blues — Carlos Faruolo, Enrique Molinero - El Dorado — Gilles Ortion - Pasodoble — Daniel Goldstein, Ricardo Steinberg - Szél hátán — Daniel Goldstein, Ricardo Steinberg - Asszonyok a teljes idegösszeomlás szélén — Gilles Ortion | - Slugs, muerte viscosa — Basilio Cortijo, Gonzalo Gonzalo, Carlo De Marchis - El Dorado — Reyes Abades - El Lute II: mañana seré libre — Alberto Nombela Núñez - Szél hátán — Reyes Abades - Asszonyok a teljes idegösszeomlás szélén — Reyes Abades                                                           |
| Legjobb jelmeztervezés | Legjobb smink |
| - Szél hátán — Yvonne Blake - Berlín Blues — Gerardo Vera - El Dorado — Gerardo Vera - Egy bűntény története — Javier Artiñano - Asszonyok a teljes idegösszeomlás szélén — José María Cossío                                                 | - Szél hátán — Romana González, Josefa Morales - El Dorado — Pepita Núñez, José Antonio Sánchez - El Lute II: mañana seré libre — Agustín Cabiedes, Juan Pedro Hernández - Espérame en el cielo — Ángel Luis De Diego, Alicia Regueiro - Asszonyok a teljes idegösszeomlás szélén — Jesús Moncusi, Gregorio Ros |
| Legjobb eredeti filmzene | |
| - Pasodoble — Carmelo A. Bernaola - El Dorado — Alejandro Massó - Szél hátán — Alejandro Massó - Asszonyok a teljes idegösszeomlás szélén — Bernardo Bonezzi                                                                                  | |

## Fordítás
- Ez a szócikk részben vagy egészben  a(z)   3rd Goya Awards című angol Wikipédia-szócikk fordításán alapul.  Az eredeti cikk szerkesztőit annak laptörténete sorolja fel. Ez a jelzés csupán a megfogalmazás eredetét és a szerzői jogokat jelzi, nem szolgál a cikkben szereplő információk forrásmegjelöléseként.